# 下條信近
下條 信近（しもじょう のぶちか）は、江戸時代中期の旗本、石州流の茶人。
片桐石州直伝の流儀を養父下條信隆より伝授される。牛込御門外若宮に住す。正徳5年（1715年）、将軍徳川家継に御目見する。翌享保元年（1716年）8月15日に家督を継ぐ。小普請、御書院番を歴任し、後に二の丸、西城と勤める。
寛保元年（1741年）死去、享年47。